# Saint-Bandry
 Saint-Bandry  là một xã ở tỉnh Aisne, vùng Hauts-de-France thuộc miền bắc nước Pháp.